# Magnus Cort Nielsen
Magnus Cort Nielsen   (Rønne, 16 de gener de 1993) és un ciclista danès professional des del 2015 i actualment a l'equip EF Education-EasyPost. Del seu palmarès destaquen sis etapes a la Volta a Espanya (dues el 2016, una el 2020 i tres el 2021, quan també guanyà el premi de la combativitat general, dues al Tour de França i una al Giro d'Itàlia.

## Palmarès
- 2011
  -  Campió de Dinamarca júnior en ruta
  - 1r a la Cursa de la Pau júnior i vencedor de 2 etapes
- 2013
  - Vencedor d'una etapa a la Volta a Turíngia
  - Vencedor d'una etapa a la Volta a la Província de Lieja
  - Vencedor de 2 etapes a la Volta a Dinamarca
- 2014
  - 1r a l'Istrian Spring Trophy i vencedor de 2 etapes
  - 1r a la Himmerland Rundt
  - 1r al Gran Premi Viborg
  - 1r al Gran Premi Ringerike
  - 1r a la Ronda de l'Oise i vencedor de 2 etapes
  - Vencedor d'una etapa al Tour dels Fiords
  - Vencedor d'una etapa a la Volta a Dinamarca
- 2016
  - Vencedor de 2 etapes a la Volta a Espanya
  - Vencedor d'una etapa a la Volta a Dinamarca
- 2017
  - 1r a la Clàssica d'Almeria
  - Vencedor d'una etapa a la Volta a la Comunitat Valenciana
- 2018
  - Vencedor d'una etapa al Tour d'Oman
  - Vencedor d'una etapa al Tour de Yorkshire
  - Vencedor d'una etapa al Tour de França
  - Vencedor d'una etapa al BinckBank Tour
- 2019
  - Vencedor d'una etapa a la París-Niça
- 2020
  - Vencedor d'una etapa a l'Étoile de Bessèges
  - Vencedor d'una etapa a la Volta a Espanya
- 2021
  - Vencedor d'una etapa a la París-Niça
  - Vencedor d'una etapa a la Ruta d'Occitània
  - Vencedor de 3 etapes a la Volta a Espanya i 1r al  Premi de la Combativitat
- 2022
  - Vencedor d'una etapa a l'O Gran Camiño
  - Vencedor d'una etapa al Tour de França
- 2023
  - Vencedor de 2 etapes a la Volta a l'Algarve
  - Vencedor d'una etapa al Giro d'Itàlia
- 2024
  - 1r a l'Arctic Race of Norway i vencedor d'una etapa
  - 1r al Veneto Classic
  - Vencedor d'una etapa al Critèrium del Dauphiné
  - Vencedor d'una etapa a la Volta a Dinamarca
- 2025
  - Vencedor de tres etapes a O Gran Camiño

### Resultats a la Volta a Espanya
- 2016. 133è de la classificació general. Vencedor de 2 etapes
- 2017. 126è de la classificació general
- 2020. 67è de la classificació general. Vencedor d'una etapa
- 2021. 77è de la classificació general. Vencedor de 3 etapes.
  -  Premi General de la Combativitat

### Resultats al Tour de França
- 2018. 68è de la classificació general. Vencedor d'una etapa
- 2019. 104è de la classificació general
- 2021. 56è de la classificació general
- 2022. No surt a l'etapa 15 per covid-19.[4] Vencedor d'una etapa. Va dur el  entre les etapes 2 i 8.  Premi de la combativitat a les etapes 3 i 5
- 2023. 96è de la classificació general
- 2024. 57è de la classificació general
- 2025. 130è de la classificació general

### Resultats al Giro d'Itàlia
- 2022. 95è de la classificació general
- 2023. 62è de la classificació general. Vencedor d'una etapa